# L'Improbable Monsieur Owen
L'Improbable Monsieur Owen est une nouvelle de Georges Simenon, parue en 1938. Elle fait partie de la série des Maigret édités chez Gallimard. 
La nouvelle semble avoir été écrite à Neuilly-sur-Seine durant l'hiver 1937/38, mais elle est datée « Les Tamaris, Porquerolles (Var), mars 1938 ».  

## Résumé
Retraité, Maigret passe quelques jours à Cannes, où il est descendu au luxueux hôtel Excelsior. Durant ce séjour, un client du palace inscrit sous le nom de M. Owen, d'origine suédoise, est assassiné dans sa chambre.
En marge de l'enquête officielle, Maigret suit l'affaire qu'il a tôt fait de dénouer en s'intéressant particulièrement à Germaine Devon, « infirmière » de la victime. Cette dernière était en fait la maîtresse d'Owen, qui n'avait rien de suédois – Owen étant d'ailleurs un faux nom.
Germaine avait un autre amant nommé Saft, escroc international qui profitait des talents d'Owen, ancien étudiant en chimie, pour lui faire falsifier des chèques ou imiter des signatures. Ne pouvant plus supporter cette situation, Owen les a menacés de tout dire à la police. Comprenant qu'Owen allait exécuter ce projet, Germaine s'est débarrassée du gêneur.

## Éditions
- Prépublication dans Police Film / Police Roman le 15 juillet 1938, avec des illustrations de Raymond Moritz
- Édition originale : Œuvres complètes, tome IX, éditions Rencontre, 1967
- Tout Simenon, tome 25, Omnibus, 2003  (ISBN 978-2-258-06110-1)
- Tout Maigret, tome 10, Omnibus,  2019  (ISBN 978-2-258-15349-3)

## Adaptation
- Maigret et l'Improbable Monsieur Owen, téléfilm français de Pierre Koralnik diffusé en 1997.avec Bruno Cremer (Jules Maigret) , Arielle Dombasle (Mylène Turner) , Bernard Haller (monsieur Louis) , François d'Artemare (monsieur Owen) , Camille Japy (Germaine) , Michel Voïta (Schaft) , Eric Petitjean (l'inspecteur) , João Lagarto (Niklos).

## Source
- Maurice Piron, Michel Lemoine, L'Univers de Simenon, guide des romans et nouvelles (1931-1972) de Georges Simenon, Presses de la Cité, 1983, p. 452  (ISBN 978-2-258-01152-6)